# 反田葉月
反田葉月（日语：／ Hazuki Tanda */?，2001年2月28日—）是一位日本女藝人、偶像、聲優、歌手，廣島縣出身。曾是偶像團體palet和南瓜胡椒的成員，並在BanG Dream!電視動畫中飾演純田真奈。

## 生平
小學四年級時，因為聽到母親唱歌而開始想嘗試跳舞，在熟人的推薦下進入了廣島演員學校第23期學習。2015年10月前往東京時，兩度受到白金製作的星探發掘，和母親商量後，認為能更容易獲得試鏡機會，所以在高中開始時搬到東京，並與白金製作經紀公司簽約。
2017年1月，反田葉月加入偶像團體palet，並於6月發表精選輯《再生 〜5周年精選〜》，該組合於同年12月解散。
2018年4月，組成偶像團體南瓜胡椒，以「iTuber」的形式展開活動。2019年發表原創歌曲〈超燦然〉，該組合於同年12月底解散，反田葉月開始獨自從事演員工作，同時也進行唱歌和彈吉他的表演。
2020年4月，宣布在多媒體企劃D4DJ中飾演櫻田美優。2023年，在多媒體企劃BanG Dream!飾演偶像團體sumimi成員純田真奈，分別在It's MyGO!!!!!和Ave Mujica兩部電視動畫中出現。
2024年2月14日，發行首張個人專輯《Strobe》。同年8月，被TC Candler評選為2024年「世界百大最美臉孔」之一。
2025年4月23日，宣布作为偶像团体Root mimi成员活动。

## 備註
1. ↑  因為其飾演的角色純田真奈喜愛吃甜甜圈。
2. ↑  Idol×YouTuber。

## 外部連結
- 反田葉月「moony club」オフィシャルファンクラブ
- YouTube上的は〜ちゃんくらぶ頻道
- 反田葉月的X（前Twitter）
- 反田葉月（ TANDA HAZUKI ）的Instagram帳戶
- 反田葉月的TikTok
- 反田葉月 - Oricon
- Hazuki Tanda - TMDb